# Успение Богородично (Зони)
„Успение Богородично“ (на гръцки: Κοίμησης της Θεοτόκου) е православна църква в село Зони (Занско), Егейска Македония, Гърция, част от Сисанийската и Сятищка епархия.
Църквата е гробищен храм. Изградена е в XIX век като еднокорабен храм. В XX век е обновен в типа кръстокуполна църква. От старата църква са запазени 11 икони от края на XIX век.